# جبل ملوسي
جبل مَلّوسِي جبل يقع بوسط الجمهورية التونسية، جنوب مدينة سيدي بوزيد وجنوب شرقي مدينة سيدي علي بن عون. يبلغ ارتفاعه 622 م.